# Qatar ExxonMobil Open 2018
Il Qatar ExxonMobil Open 2018 è stato un torneo di tennis giocato sul cemento. È stata la 26ª edizione del Qatar ExxonMobil Open, facente parte dell'ATP Tour 250 nell'ambito dell'ATP World Tour 2018. Si è giocato nell'impianto Khalifa International Tennis Complex a Doha, in Qatar, dall'1 al 6 gennaio 2018.

## Partecipanti

### Teste di serie
| Nazionalità | Giocatore            | Ranking* | Testa di serie |
| ----------- | -------------------- | -------- | -------------- |
| Austria     | Dominic Thiem        | 5        | 1              |
| Serbia      | Pablo Carreño Busta  | 10       | 2              |
| Rep. Ceca   | Tomáš Berdych        | 19       | 3              |
| Spagna      | Albert Ramos Viñolas | 23       | 4              |
| Francia     | Richard Gasquet      | 31       | 5              |
| Serbia      | Filip Krajinović     | 34       | 6              |
| Spagna      | Fernando Verdasco    | 35       | 7              |
| Spagna      | Feliciano López      | 36       | 8              |

* Ranking al 25 dicembre 2017.

### Altri partecipanti
I seguenti giocatori hanno ricevuto una wild card per il tabellone principale:
- Jabor Al-Mutawa
- Malek Jaziri
- Gaël Monfils

Il seguente giocatore è entrato nel tabellone principale grazie al ranking protetto:
- Andreas Haider-Maurer

I seguenti giocatori sono passati dalle qualificazioni:

- Mirza Bašić
- Matteo Berrettini
- Stefano Travaglia
- Stefanos Tsitsipas

Il seguente giocatore è entrato nel tabellone principale come alternate:
- Víctor Estrella Burgos

### Ritiri
Prima del torneo
- Novak Đoković →sostituito da  Víctor Estrella Burgos
- Jo-Wilfried Tsonga →sostituito da  Cedrik-Marcel Stebe

## Campioni

### Singolare
Gaël Monfils ha sconfitto in finale  Andrej Rublëv con il punteggio di 6–2, 6–3.

### Doppio
Oliver Marach /  Mate Pavić hanno sconfitto in finale  Jamie Murray /  Bruno Soares con il punteggio di 6–2, 7–6(6).